# Hey! Say! JUMP
Hey! Say! JUMP è una boy band giapponese fondata dall'agenzia di talenti Johnny & Associates. Il nome Hey! Say! è un riferimento al fatto che tutti i membri del gruppo sono nati nel periodo Heisei, e JUMP è un acronimo per Johnny's Ultra Music Power. Come i gruppi di Johnny's Hikaru Genji e V6, il gruppo è suddiviso in due ulteriori sottogruppi: Hey! Say! BEST (Boys Excellent Select Team), formato dai cinque membri più grandi e gli Hey! Say! 7 (da non confondere con il gruppo temporaneo con lo stesso nome), che sono attualmente composti (dopo l'abbandono dal gruppo da parte di Ryūtarō Morimoto)  dai quattro membri più giovani.

## Inizio 2007:  Hey! Say! 7
Il 3 aprile 2007, durante un concerto dei KAT-TUN Yuya Takaki, Daiki Arioka, Ryōsuke Yamada, Yūto Nakajima e Yūri Chinen sono stati nominati parte di un nuovo gruppo che avrebbe preso il nome di Hey! Say! 7. Lo stato di "temporaneità" del gruppo inizialmente non fu chiaro, lasciando ai fan la libertà di fare svariate ipotesi. Il 1º agosto 2007 il gruppo pubblica il singolo Hey! Say!, utilizzato come sigla dell'anime Lovely Complex. Il singolo riesce a vendere 120 520 copie durante la prima settimana, facendo diventare il gruppo il più giovane al primo posto della classifica Oricon.

## Fine 2007: debutto degli Hey! Say! JUMP
Il 24 settembre 2007 Johnny & Associates annuncia la formazione del gruppo Hey! Say! JUMP, il gruppo più numeroso dell'agenzia. Ai cinque membri degli Hey! Say! 7 si uniscono Kota Yabu, Kei Inoo, Hikaru Yaotome, Keito Okamoto e Ryūtarō Morimoto, ed il gruppo di dieci membri si divide in due sottogruppi da cinque elementi ciascuno basati sull'età. Il 14 novembre 2007 viene pubblicato il singolo Ultra Music Power, inno del Giappone per il Coppa del Mondo maschile di pallavolo 2007. Il 22 dicembre il gruppo debutta nel concerto Hey! Say! JUMP Debut & First Concert Ikinari! in Tokyo Dome, presso il Tokyo Dome.

## 2008: Nuovi singoli e primo Tour
Il 21 maggio 2008 viene pubblicato il singolo Dreams Come True, che arriva al primo posto della classifica Oricon. Il terzo singolo del gruppo Your Seed, viene inserito nella colonna sonora dell'edizione giapponese del film Kung Fu Panda. Il quarto singolo del gruppo Mayonaka no Shadow Boy uscito ad ottobre, viene utilizzato come sigla del drama televisivo Scrap Teacher in cui recitano Yamada, Nakajima, Arioka e Chinen. Alla fine dell'anno, il gruppo ha tenuto il primo Tour nazionale, Hey! Say! Jump-ing Tour '08-'09.

## 2009-2010: Continuano i concerti e primo album 'JUMP No. 1'
Dopo il tour del gruppo, gli Hey! Say! 7 hanno tenuto la loro prima serie di concerti come sub unit , intitolandoli  ‘Hey! Say! 7 spring concert 09 MONKEY'. Successivamente gli Hey! Say! JUMP hanno intrapreso un alto tour chiamato ‘Hey! Say! JUMP CONCERT TOUR Spring '09'. Il 7 Giugno fu annunciato che Yamada e Chinen avrebbero fatto parte della nuova unit ‘ NYC Boys'.
Alla fine di Luglio del 2009 il gruppo ha cominciato un altro tour ‘ Hey! Say! JUMP TENGOKU DOME' svoltosi al Tokyo Dome. I concerti contarono oltre un milione di spettatori totali e nello stesso period venne creato anche il fan club ufficiale.  Il gruppo conclude il 2009 con un ennesimo concerto intitolato ‘Hey! Say! JUMP WINTER CONCERT 09-10'.
Il 24 febbraio 2010 il gruppo rilascia il quinto singolo Hitomi no screen, dopo un anno e sei mesi di concerti, piazzandosi al Top della Oricon Chart e vendendo 202 000 copie. Il 7 luglio 2010 gli Hey! Say! JUMP pubblicano finalmente il primo album, intitolato Jump No. 1, mentre il 15 Dicembre rilasciano un altro singolo Arigatō (Sekai no Doko ni Ite mo), che debutta al primo posto della Oricon Chart con 64,206 copie.

## 2011: Yan Yan JUMP, l'addio di Morimoto e 'I puffi'
Nel 2011, Hey! Say! JUMP ed altri artisti di Johnny's Juniors sono i protagonisti di un programma televisivo intitolato Yan Yan JUMP, le cui trasmissioni iniziano il 16 aprile 2011. Il 28 giugno 2011 il gruppo viene sconvolto da una serie di controversie riguardanti il membro più giovane (e all'epoca ancora minorenne), Morimoto, di cui vennero scoperte delle foto su internet che lo ritraevano mentre fumava. Il giorno seguente, in risposta allo scandalo, la Johnny's Entertainment pubblicò una dichiarazione di scuse e la conseguente sospensione delle attività di Morimoto a tempo indeterminato. Nel 2016, dopo aver lasciato la Johnny's Entertainment, Morimoto ha ricominciato l'attività di cantante, fomando una propria band.
Nel frattempo, il 29 Giugno e nonostante lo scandalo, viene rilasciato il singolo OVER, che raggiunge la prima posizione della classifica Oricon con 113 554 copie vendute, il miglior risultato dai tempi di Ultra Music Power del 2007. Il 1º settembre 2011, l'ottavo singolo del gruppo Magic Power, il primo senza Morimoto, viene utilizzato nella colonna sonora dell'edizione giapponese del film I puffi, in cui Yamada e Chinen prestano la voce a due dei personaggi nella versione doppiata in Giapponese.

## 2012: Attività all'estero, Asia Tour e "Jump World"
La Johnny's Entertainment annuncia ufficialmente che Morimoto non farà più parte degli Hey! Say! JUMP.
Il 22 febbraio esce un nuovo singolo chiamato SUPER DELICATE. Il singolo fa anche da colonna sonora al drama Risou no Musuko, in cui recitano Ryosuke Yamada e Yuto Nakajima.
Il gruppo tiene il suo primo Asia Tour da Marzo a Giugno, con una serie di concerti a Taiwan, Sud Corea e Giappone.
Il 15 marzo il concerto che si sarebbe dovuto tenere ad Hong Kong viene spostato fino a maggio, mentre quello a Bangkok viene cancellato per motivi ignoti. il 22, viene annunciato che un nuovo musical prodotto da Johnny Kitagawa, 'Johnny's World' si svolgerà all'Imperial Garden Theater durante i mesi di Novembre e Dicembre. Gli Hey! Say! JUMP partecipano come attori principali, insieme ad altre 100 comparse tra cui Kis-My-Ft2, Sexy Zone, A.B.C-Z e Johnny's Jr.. Partecipano anche Kamenashi Kazuya, Takizawa Hideaki e Domoto Koichi.
Il 25 Aprile, dopo circa due anni dal primo album Jump No. 1, il gruppo annuncia il rilascio del secondo disco, previsto per il 6 Giugno. L'album si intitola Jump World e contiene i singoli da "Arigatō (Sekai no Doko ni Ite mo)" in poi.[24]
Gli Hey! Say! JUMP iniziano il loro nuovo tour alla Yokohama Arena il 3 Maggio.[25]
Alla fine del 2012, viene annunciato che Ryosuke Yamada avrebbe debuttato come solista con il singolo "Mystery Virgin" il 9 Gennaio 2013.

## 2013-2014: crescente popolarità di Yamada e terzo album
Ryosuke Yamada debutta solista con Mystery Virgin nel Gennaio del 2013. Il singolo funge anche da colonna sonora per l'adattamento live action di 'Kindaichi Shounen no Jikenbo: Hong Kong Kowloon Treasure Murder Case'. Ryosuke Yamada viene selezionato per essere il nuovo volto del protagonista, Hajime Kindaichi. Un altro membro del gruppo, Arioka Daiki compare nella serie come attore di supporto. Il live action viene trasmesso anche oltremare, e vi partecipano numerose stars provenienti da Korea e Taiwan, inclusi Wu Chun, Seungri dei Big Bang, e Vivian Hsu. Il singolo ed il live action portano a Ryosuke Yamada un incredibile successo e questo contribuirà ad incrementare la fama degli Hey! Say! JUMP.
Nel Gennaio del 2014, Hikaru Yaotome ottiene il ruolo principale nel drama Dark System Koi no Ouza Ketteisen, insieme a Kei Inoo come attore di supporto.
Il 3 Marzo 2013 il gruppo tiene un Fan Meeting in Thailandia. Inoltre comincia anche un nuovo tour nazionale, 'Hey! Say! JUMP Zenkoku e JUMP Tour 2013', da Aprile ad Agosto. Nel 2013 vengono anche rilasciati altri due singoli Come on a My House e Ride with Me, che debuttano entrambi al Top dell'Oricon chart. "Ride with Me" è stata anche la colonna sonora del sequel di 'Kindaichi Case Files' (Kindaichi Shounen no Jikenbo: Gokumon Juku Satsujin Jiken) del 2014, sempre con Yamada Ryosuke e Arioka Daiki.
Ad Aprile il gruppo rilascia un altro singolo  AinoArika che raggiunge la prima posizione in classifica.
il 10 e l'11 Maggio 2014, gli Hey! Say! JUMP tengono un concerto speciale chiamato 'Live with Me' in cui annunciano l'uscita, il 18 Giugno, del terzo ed atteso album, S3art, che debutta al primo posto in Oricon Chart. I membri continuano ad apparire in vari show e drama. Hikaru Yaotome e Daiki Arioka diventano membri regolari dello show Hirunandesu!.
Yamada Ryosuke riprende il ruolo di Hajime Kindaichi in una nuova serie televisiva dedicata al giovane investigatore, dal nome Kindaichi called Kindaichi Shounen no Jikenbo Neo, sempre insieme a Daiki Arioka.. Nello stesso periodo, Yuto Nakajima ottiene il suo primo ruolo da protagonista nel drama Suikyuu Yankees, in cui recita anche Yuya Takaki.
Il 3 Settembre il gruppo rilascia un singolo con doppia A side Weekender/Asu e no Yell (ウィークエンダー/明日へのYELL), contenente le rispettive colonne sonore dei drama di Yamada e Nakajima. Il singolo raggiunge subito la prima posizione in classifica.
Nel frattempo, Yuri Chinen viene selezionato per farep arte del cast di un nuovo drama, Jigoku Sensei Nube, mentre Kei Inoo entra nel cast di Takatau! Shouten Girl, e Keito Okamoto come attore di supporto nella seconda stagione del drama First Class. per ultimo, Hikaru Yaotome recita in Do-S Deka. Nel 2014, tutti i membri degli Hey! Say! JUMP sono apparsi in qualche serie televisiva.

## 2015: Successo continuo e "JUMPing CAR"
Nel 2015, il gruppo ottiene il suo primo show televisivo chiamato Itadaki High JUMP. Inoltre, tutti i membri diventano i conduttori di un altro programma che va in onda a mezzanotte Little Tokyo Life insieme ad un altro gruppo della Johnny's Entertainment, i Johnny's West.
A Marzo dello stesso anno Yamada debutta come eroe protagonista nell'adattamento live action del manga omonimo, Assassination Classroom (film). Il film è subito primo al box office Lo stesso mese, gli Hey! Say! JUMP (sotto il nome di Sensation) rilasciano un nuovo singolo che funge da colonna sonora del film, chiamato Koro-Sensations.
Il 2015 diventa l'anno più importante per gli Hey! Say! JUMP in quanto ad Aprile viene annunciato che, insieme ai V6, sono diventati i nuovi volti principali di 24-Hour TV e condurranno il programma  “24-hour TV ~ 38 Love Saves the Earth”, previsto per Agosto. Per l'occasione Yamada recita nel drama speciale "Kaasan, ore wa daijoubu" che viene mandato in onda il 22 Agosto, durante lo show.
Nel frattempo, il 29 Aprile, il gruppo rilascia un nuovo singolo Chau#/我 I Need You che debutta, come di consueto, alla prima posizione in classifica.
il 24 Giugno esce invece il quarto Album, JUMPing CAR. L'album segna un nuovo record di vendite, diventando l'album più venduto il primo giorno del rilascio. Successivamente il gruppo intraprende anche il nuovo Tour nazionale, "JUMPing CARnival".
A fine Ottobre gli Hey!Say! JUMP rilasciano un ennesimo singolo Kimi Attraction, mentre viene annunciato che Yamada avrebbe debuttato al cinema con il film thriller "Grasshopper", che esce il 7 Novembre ed in cui recitano anche Ikuta Toma e Asano Tadanobu. Viene anche nominato come 'miglior attore emergente' ai 2015 Hochi Film Awards.
Daiki Arioka recita in un drama chiamato Okitegami Kyoko no Biboroku, nel ruolo di Narikawa Nuru.

## 2016: Countdown Concert, "Maji SUNSHINE", quinto album "DEAR" e "Fantastic Time"
Gli Hey! Say! JUMP inaugurano il 2016 con il botto. Il gruppo infatti tiene il suo primo 'COUNTDOWN Concert' il 30 e 31 Gennaio 2015 all'Osaka Kyocera Dome, dando così il benvenuto al nuovo anno.
A Gennaio, Nakajima debutta al cinema con un film tratto dal romanzo scritto da Shigeaki Kato (membro dei NEWS) chiamato Pink and Gray, insieme a Masaki Suda. Nello stesso mese è il protagonista di un altro drama, Detective Ballerino.
Yamada vince due premi come 'attore emergente', uno ai 39th Japan Academy Prize per il suo ruolo in Assassination Classroom e l'altro ai 25th Japan Movie Critics Award per Grasshopper. nel frattempo Kei Inoo entra nel cast dell'adattamento live action di "Peach Girl" interpretando il protagonista Okayasu Kairi. Il film verrà pubblicato nel 2017 e segna anche il debutto di Inoo in un lungometraggio.
A Marzo, gli Hey! Say! JUMP, sotto il nome di Sensations,  rilasciano il singolo "Sayonara Sensation" che funge da colonna sonora al sequel di successo "Assassination Classroom - Graduation", dove Yamada torna a vestire i panni del protagonista, Nagisa Shiota.
Ad Aprile viene annunciato che il gruppo terrà un nuovo Tour a partire da Luglio che vedrà la città di Osaka come prima tappa. L'11 Maggio viene rilasciato il singolo "Maji SUNSHINE" che, oltre a raggiungere la prima posizione in classifica, attualmente risulta essere il singolo che ha venduto di più durante il primo giorno di vendite con 145,253 copie (superando le 200.000 in soli tre giorni).  Il 14 Maggio il Fan Club ufficiale raggiunge finalmente i 300.000 iscritti, superando i V6.
A Maggio viene annunciato che Yamada farà parte del cast dell'adattamento Live Action di Fullmetal Alchemist ed interpreterà il protagonista, Edward Elric. Le riprese sono iniziate il 7 Giugno a Volterra, Italia.
Intanto, Arioka viene selezionato per interpretare Shunya Ezaki nel film 'Kodomo Tsukai', insieme al suo senior Takizawa Hideaki. Questo segna il debutto del ragazzo sul grande schermo.
A metà Giugno la Johnnys Entertainment rilascia i primi dettagli riguardanti il nuovo album degli Hey!Say!JUMP. Il prodotto si intitola "DEAR" e viene pubblicato il 27 Luglio, esattamente il giorno prima dell'inizio del Tour. Per questo quinto album il gruppo ha optato per un'immagine più matura rispetto al passato. Il disco debutta al primo posto della Oricon Chart vendendo più di 141 000 copie, diventando l'album più venduto del gruppo durante la prima giornata di vendita.
Dopo l'uscita dell'album, gli Hey! Say! JUMP continuano ad avere progetti solisti: Viene rivelato che Chinen reciterà nel film " Shinobi no Kuni" (con Satoshi Ohno), in uscita nel 2017. Nakajima recita nel drama HOPE, remake della serie sudcoreana Misaeng. Inoo recita nello special drama Doctor X e nella serie Soshite, Dare mo Inaku Natta. Yamada, concluse le riprese di FullMetal Alchemist, viene scritturato per il nuovo drama Getsuku della Fuji Television "Cain and Abel". Questo è il primo drama romantico in cui recita Yamada, che è anche l'attore più giovane di sempre a partecipare in un drama Getsuku.
Il 26 Ottobre 2016 esce il nuovo singolo del gruppo, intitolato "Fantastic Time". La canzone omonima fa anche da opening per l'anime "Time Bokan 24". Il prodotto raggiunge il primo posto in classifica e segna un nuovo record di vendite con più di 154.000 unità vendute soltanto il primo giorno. Nello stesso periodo viene annunciato un nuovo singolo "Give Me Love" in uscita il 14 Dicembre e contenente la theme song di Cain and Abel. Viene inoltre annunciato che gli Hey! Say! JUMP si esibiranno in un nuovo countdown concert solista al Tokyo Dome il 31 Dicembre e 1 Gennaio 2017.

## 2017: Decimo anniversario, Best Album e "NHK Kōhaku Uta Gassen (NHK紅白歌合戦)
Il 2017 inizia con l'annuncio della canzone  "OVER THE TOP" come opening per l'anime タイムボカン24 (Time Bokan 24), mandato in onda su Yomiuri TV e Nippon Television nella sessione di gennaio. Questo singolo inaugura il 2017 come decimo anno dal debutto del gruppo e manda un messaggio di incoraggiamento e un chiaro segnare dei ragazzi, di voler continuare ancora per molto tempo. Successivamente, il 26 Giugno, i ragazzi rilasciano il loro primo BEST Album chiamato "Hey! Say! JUMP 2007-2017 I/O" per celebrare i 10 anni del gruppo, che debutta subito al primo posto in classifica e viene seguito da un tour Nazionale che prende lo stesso nome. Questo sarà l'unico album pubblicato nel 2017.
Il 5 Luglio è la volta di un nuovo singolo dal titolo "Precious You/I'll Be There", una doppia a-side, mentre il 20 Dicembre esce l'ultimo singolo dell'anno "White Love", L'anno si chiude in bellezza con la partecipazione, per la prima volta, degli Hey!Say!JUMP al Kōhaku Uta Gassen (紅白歌合戦) che avviene il 31 Dicembre.

## Membri

### Hey! Say! 7
- Ryōsuke Yamada (9 Maggio 1993, Tokyo, Giappone. Colore ufficiale: Rosso)
- Yūri Chinen (30 Novembre 1993, Shizuoka, Giappone. Colore ufficiale: Rosa)
- Yūto Nakajima (10 Agosto 1993, Tokyo, Giappone. Colore ufficiale: Azzurro)

### Hey! Say! Best
- Daiki Arioka (15 Aprile 1991, Chiba, Giappone. Colore ufficiale: Arancio)
- Yūya Takaki (26 Marzo 1990, Osaka, Giappone. Colore ufficiale: Viola)
- Kei Inoo (22 Giugno 1990, Saitama, Giappone. Colore ufficiale: Blu)
- Hikaru Yaotome (2 Dicembre 1990, Miyagi, Giappone. Colore ufficiale: Giallo)
- Kota Yabu (31 Gennaio 1990, Kanagawa, Giappone. Colore ufficiale: Verde chartreuse)

### Ex Membri
- Ryūtarō Morimoto (6 Aprile 1995, Kanagawa, Giappone. Colore ufficiale: //)
- Keito Okamoto (1 Aprile 1993, Tokyo, Giappone. Colore ufficiale: Verde)

## Discografia

### Singoli
- 2007-08-01 - Hey!Say! (1°) (sotto il nome di Hey! Say! 7) [Normal + Limited]
- 2007-11-14 - Ultra Music Power (1°) [Normal + Normal con copertina Limited + Limited]
- 2008-05-21 - Dreams come true (2°) [Normal + Limited]
- 2008-07-23 - Your Seed (3°) [Normal + Limited]
- 2008-10-22 - Mayonaka no SHADOW BOY (4°) [Normal + Limited]
- 2010-02-24 - Hitomi no Screen (5°) [Normal + Limited]
- 2010-12-15 - Arigatou ~Sekai no Doko ni Itemo~ (6°) [Normal + Limited]
- 2011-06-29 - OVER (7°) [Normal + Limited Type 1 + Limited Type 2]
- 2011-09-21 - Magic Power (8°) [Normal + Limited Type 1 + Limited Type 2]
- 2012-02-22 - SUPER DELICATE (9°) [Normal + Limited Type 1 + Limited Type 2]
- 2013-06-26 - Come On A My House (10°) [Normal + Limited Type 1 + Limited Type 2]
- 2013-12-25 - Ride With Me (11°) [Normal + Limited Type 1 + Limited Type 2]
- 2014-02-05 - AinoArika / Aisureba Motto Happy Life (12°) [Normal + Limited Type 1 + Limited Type 2 + Limited Type 3]
- 2014-09-03 - Weekender / Asu e no YELL (13°) [Normal + Normal Limited + Limited Type 1 + Limited Type 2]
- 2015-03-18 - Koro Sensations (1°) (sotto il nome di Sensations) [Normal + Limited]
- 2015-04-29 - Chau# / Wo I Need You (14°) [Normal + Limited Type 1 + Limited Type 2]
- 2015-10-21 - Kimi Attraction (15°) [Normal + Limited Type 1 + Limited Type 2]
- 2016-03-23 - Sayonara Sensation(2°) (sotto il nome di Sensations) [Normal + Limited]
- 2016-05-11 - Maji SUNSHINE (16°) [Normal + Limited Type 1 + Limited Type 2]
- 2016-10-26 - Fantastic Time (17°) [Normal + Limited Type 1 + Limited Type 2]

### Album
- 2010-07-07 - JUMP no. 1 (1°) [Normal + Limited]
- 2012-06-06 - JUMP WORLD (2°) [Normal + Limited]
- 2014-06-18 - smart (3°) [Normal + Normal Limited + Limited Type 1 + Limited Type 2]
- 2015-06-24 - JUMPing CAR (4°) [Normal + Limited Type 1 + Limited Type 2]
- 2016-07-27 - DEAR (5°) [Normal + Limited Type 1 + Limited Type 2]

### Dvd
- 2008-04-30 - HEY! SAY! JUMP Debut & First Concert Ikinari! In Tokyo Dome
- 2009-04-29 - Hey! Say! Jump-ing Tour '08-'09
- 2010-09-15 - Hey! Say! 2010 TEN JUMP
- 2011-01-12 - SUMMARY 2010
- 2012-03-07 - SUMMARY 2011 in DOME
- 2012-11-07 - JUMP WORLD 2012 [Normal + Limited]
- 2013-11-13 - Zenkoku e JUMP Tour 2013 [Normal + Limited]
- 2015-02-18 - Hey! Say! JUMP LIVE TOUR 2014 smart [Normal + Limited]
- 2016-02-10 - Hey! Say! JUMP LIVE TOUR 2015 JUMPing CARnival [Normal + Limited]

## Televisione
- Ya Ya Yah (Yabu, Yaotome, Yūto, Ryūtarō, Daiki, Inoo, Takaki, Chinen, Yamada)
- Bakushō Hyappun Terebi Heisei Families (爆笑100分テレビ!平成ファミリーズ?) (Yamada, Nakajima, Morimoto)
- Hi! Hey! Say! (Yabu, Yaotome)
- Jikuukan Sedai Batoru Shōwa x Heisei Sho wa Hey! Say! (時空間☆世代バトル 昭和×平成 SHOWはHey! Say!?) (Yamada, Nakajima, Morimoto)
- School Kakumei! (スクール革命!?) (Yamada, Chinen, Yaotome)
- Shūmatsu YY JUMPing (週末YY JUMPing?) (Yabu, Yaotome)
- Shōnen Club (ザ少年倶楽部?, Za Shōnen Kurabu)
- Yan Yan JUMP
- Itadaki High Jump (いただきハイジャンプ)

## Riconoscimenti
- Japan Gold Disc Awards 2008 categoria "The Best 10 New Artists"[14]
- Japan Gold Disc Awards 2008 categoria "The Best 10 Singles" (Ultra Music Power)[14]